# معاهدة جورجيفسك
معاهدة جورجيفسك (الروسية: Георгиевский трактат)، (بالجورجية: გეორგიევსკის ტრაქტატი) كانت معاهدة ثنائية أُبرمَت بين الإمبراطورية الروسية ومملكة كارتلي كاخيتي الجورجية الشرقية في 24 تموز 1783 م. أسست المعاهدة شرق جورجيا كمحمية لروسيا، الأمر الذي ضمن سلامة أراضيها واستمرار سلالة باجراتيوني الحاكمة في مقابل الامتيازات في إدارة الشؤون الخارجية الجورجية. وبهذا تخلت جورجيا الشرقية عن أي شكل من أشكال الاعتماد على إيران (التي كانت تابعة لها (سلطانها أو ولايتها) لمدة قرون) أو على أي قوة أخرى، وكان كل ملك جورجي جديد في كارتلي كاخيتي يحتاج إلى تأكيد وتنصيب القيصر الروسي.